# Piaggio P.XI
Il Piaggio P.XI era un motore radiale 14 cilindri a doppia stella raffreddato ad aria prodotto dall'azienda italiana Rinaldo Piaggio S.p.A. su licenza della francese Gnome et Rhône, corrispondente al Gnome-Rhône 14K Mistral Major.
Anche la Isotta Fraschini acquisì la licenza per poterlo produrre con la denominazione di Isotta Fraschini K.14

## Versioni
P.XI
versione iniziale da 610 CV.
P.XI RC.40
versione dotata di riduttore e compressore tarato ad una quota di ristabilimento di 4 000 m, potenza erogata 1 000 CV (735 kW).
P.XI bis RC.40
P.XI RC.72
versione dotata di compressore tarato ad una quota di ristabilimento di 7 200 m.
P.XI Re.30
P.XI RC.100/2v
versione con compressore a due velocità e quota di ristabilimento a 10 000 m

## Velivoli utilizzatori
Italia
- Breda Ba.88
- CANT Z.516
- CANT Z.1007 e Z.1007bis
- Caproni Ca.135
- Caproni Ca.161
- Piaggio P.23R
- Piaggio P.32
- Piaggio P.50 II
- Reggiane Re.2000
- Savoia-Marchetti S.M.79 II
- Savoia-Marchetti S.M.84

 Svezia
- Saab 17